# Paul Angoulvent
Pour les articles homonymes, voir Angoulvent.
Paul-Joseph Angoulvent, né le 21 avril 1899 au Mans, mort le 27 juillet 1976 à Auxerre,,, est un conservateur de musée et un éditeur français formé à l'École des hautes études commerciales de Paris (HEC). Il a transformé et dirigé les Presses universitaires de France (PUF) à partir de 1934.

## Biographie
Paul-Joseph Angoulvent est dans un premier temps nommé conservateur de la Chalcographie du Louvre durant les années 1920-1930. Avec Albert Morancé, originaire comme lui du Mans, éditeur d'art et chef de service de la Réunion des musées nationaux, il édite de nombreux catalogues et monographies tirés du fonds du musée du Louvre.
Puis, en 1934, à l’issue d’une faillite du principal actionnaire dans un contexte de crise économique, il permet la naissance du Quadrige, fusion des Presses universitaires de France, et des trois éditeurs Félix Alcan (associé au neveu de ce dernier, René Lisbonne), Leroux (éditeur d'histoire) et Rieder (littérature générale). Il donne alors un second souffle à la firme afin qu’elle réponde aux besoins d’une population étudiante en forte expansion.
Dès 1941, dans le contexte trouble de l’Occupation, il lance différentes collections à rotation rapide, dont la plus célèbre sera celle des « Que sais-je ? ». Elle concentre de nombreuses innovations et connaît une réussite immédiate (et durable) qui sera primordiale pour les PUF. Un élément clé de la stratégie de Paul Angoulvent est le soutien du fond à rentabilité lente par des ouvrages de qualité destinés à un plus large public.
À la Libération, convaincu d’avoir pendant l'Occupation, évincé le directeur de sa maison d’édition, Pierre-Marcel Lévi parce qu'il était Juif, Paul Angoulvent, par ailleurs dirigeant du Comité du Livre sous le régime de Vichy, aurait été condamné à verser à son ancien directeur 1) 242 406 francs d’indemnités forfaitaires; 2) une somme égale au montant total de sa rémunération au titre de deux années précédant le 30 octobre 1940, plus les intérêts de cette somme; 3) 250 000 francs à titre de dommages et intérêts.
Après 1945, sous l’étendard de la défense de la culture française et fort d’un bilan économique positif, Paul Angoulvent parvient, malgré l’opposition manifestée par les gardiens de la tradition savante de la maison (comme Louis Bréhier), à pérenniser le nouvel équilibre éditorial mis en place sous l'Occupation. À cette diversification éditoriale s’ajoutera un accent porté principalement sur l’exportation, la modernisation de l’appareil de production et la rentabilisation de la diffusion.
Admirateur du modèle américain, Paul Angoulvent lancera un pavé dans la mare en 1960 en publiant L’Édition au pied du mur : Ouvrage manifeste. Il met notamment en lumière la situation inconfortable de l’édition scientifique française en pointant l’anarchie des relations entre secteur public et secteur privé.
Paul Angoulvent reste président des PUF jusqu’en 1968, puis en devient président du conseil de surveillance jusqu'en 1974. Son fils Pierre Angoulvent est président du directoire de 1968 à 1994.

## Publications
- La Chalcographie du Louvre, préf. Jean Guiffrey, Musées nationaux, Paris et Union typographique, Villeneuve-Saint-Georges
  1. 1926 : Histoire et descriptions des collections
  2. 1926 : Inventaire général et tables de recherche
  3. 1930 : Annexe I : La Description de l'Égypte
  4. 1930 : Annexe II : Les Galeries historiques de Versailles
- 1929 : L'Église de Brou : Guide historique, Union typographique, Villeneuve-Saint-Georges et Albert Morancé, Paris, 32 p.
  - 1930 : The Church of Brou: Historical Guide, Société d'éditions artistiques, Paris, 35 p.
- 1931 : L'Art du livre en France : Des origines à nos jours, avec Frantz Calot et Louis-Marie Michon, préf. Pol Neveux, Delagrave, Paris, 301 p.
- 1933 : Musée national du Louvre : La Chalcographie du Louvre, catalogue général, préf. Jean Guiffrey, Musées nationaux, Paris, 603 p.
- 1934 : Musée national du Louvre : Plan-guide illustré des salles et emplacement des principales œuvres, Musées nationaux, 112 p.
- 1960 : L'Édition française au pied du mur, Presses universitaires de France, Paris, 88 p.